# كلارك تود
كلارك تود (بالإنجليزية: Clark Todd)‏ هو صحفي نيجيري، ولد في 10 أكتوبر 1944، وتوفي في 5 سبتمبر 1983.